# Phil Jones
Philip Anthony Jones (n. 21 februarie 1992, Preston, Anglia, Regatul Unit) este un fotbalist britanic liber de contract, care joacă pe post de fundaș sau mijlocaș defensiv. Pe plan internațional, are prezențe la națională pentru Anglia U19⁠(d), Anglia U-21⁠(d) și Anglia.
Înainte de a i se alătura lui Manchester United, Jones a jucat pentru Blackburn Rovers atât la echipa de tineret cât și la echipa de seniori. Prima dată a fost fundaș central, a mai fost utilizat ca mijlocaș defensiv cât și mijlocaș dreapta.
Jones a reprezentat Anglia la diferite niveluri și în prezent este membru în echipa națională de seniori.El a jucat pentru echipa națională a Angliei până în 19 ani în 2009 înainte de a-și face debutul pentru echipa națională de fotbal până în 21 de ani în 2010. El a debutat pentru echipa națională a Angliei de seniori în octombrie 2011.

## Date personale
Jones s-a născut pe 21 februarie 1992, în Preston, Lancashire. El a terminat cursurile liceului Balshaw's CE în Leyland, și a jucat pentru Ribble Wanderers, echipa sub 10 ani.

## Cariera

### Blackburn Rovers
Jones s-a alăturat echipei de tineret Blackburn Rovers în 2002. El s-a alăturat apoi echipei de seniori în sezonul 2009-10, semnând un contract de jucător profesionist pe doi ani, și a primit un tricou cu numărul 28.A debutat pentru Blackburn după începutul Cupei Ligii și a jucat împotriva echipei Nottingham Forest pe 22 septembrie 2009, meci pe care Blackburn l-a câștigat cu 1-0..Apoi, în februarie 2010, el a semnat un nou contract pe cinci ani, care includea o clauză de 16 milioane lire sterline.. Jones a jucat primul său meci din Premier League împotriva lui Chelsea pe 21 martie, la doar o lună după ce împlinise 18 ani.El a fost apreciat pentru performanțele pe care le-a făcut la centrul terenului, a făcut mai multe blocări cruciale și interceptări și Rovers a făcut 1-1 cu campionii Ewood Park. În sezonul 2009-2010,el a avut nouă apariții în ligă și trei apariții în cupă.
Sezonul 2010/2011 a început promițător pentru Jones începând meciul de deschidere al campaniei împotriva lui Everton, și ulterior a jucat în majoritatea meciurilor din prima jumătate a sezonului, chiar dacă a jucat ca mijlocaș defensiv, rol nefamiliar lui. Din păcate, în jocul împotriva echipei West Ham United el s-a accidentat la genunchi..Cu toate acestea,pe 19 martie 2011, el și-a făcut revenirea împotriva echipei Blackpool pe Ewood Park. Pe 2 aprilie 2011, Jones a jucat un meci pentru prima oară în patru luni împotriva lui Arsenal pe Stadionul Emirates, el a jucat 90 de minute și meciul s-a terminat 0-0. În ciuda prejudiciului, el a jucat 26 de jocuri în ligă, și două jocuri în cupă pentru Blackburn în acel sezon.

### Manchester United
La sfârșitul sezonului 2010-11, Manchester United a fost interesată să semneze cu Jones. Sir Alex Ferguson a fost aparent impresionat de Jones și de aptitudinile de conducere din centru spate atunci când Blackburn a remizat 1-1 cu United în ziua în care United lua titlul în sezonul 2010-2011.Pe 13 iunie 2011, United confirmă că a ajuns la un acord ca Jones să semneze pe cinci ani pentru o sumă de transfer considerată de cel puțin 16,5 milioane £; acordul va fi finalizat după plata impozitului internațional. El își face debutul pentru club în 2011 în pre-sezonul tur în Statele Unite ale Americii, în victoria cu 3-1 în fața echipei Chicago Fire.

## Statistici carieră

### Club
| Club              | Sezon         | Campionat      | Campionat | Cupă    | Cupă   | Cupa Ligii | Cupa Ligii | Europe  | Europe | Altele  | Altele | Total   | Total  |   |
| Club              | Sezon         | Meciuri        | Goluri    | Meciuri | Goluri | Meciuri    | Goluri     | Meciuri | Goluri | Meciuri | Goluri | Meciuri | Goluri |   |
| ----------------- | ------------- | -------------- | --------- | ------- | ------ | ---------- | ---------- | ------- | ------ | ------- | ------ | ------- | ------ | - |
| Blackburn Rovers  | 2009–10       | Premier League | 9         | 0       | 1      | 0          | 2          | 0       | —      | —       | —      | —       | 12     | 0 |
| Blackburn Rovers  | 2010–11       | Premier League | 26        | 0       | 0      | 0          | 2          | 0       | —      | —       | —      | —       | 28     | 0 |
| Blackburn Rovers  | Total         | Total          | 35        | 0       | 1      | 0          | 4          | 0       | —      | —       | —      | —       | 40     | 0 |
| Manchester United | 2011–12       | Premier League | 29        | 1       | 1      | 0          | 1          | 0       | 9      | 1       | 1      | 0       | 41     | 2 |
| Manchester United | 2012–13       | Premier League | 17        | 0       | 4      | 0          | 0          | 0       | 3      | 0       | —      | —       | 24     | 0 |
| Manchester United | 2013–14       | Premier League | 26        | 1       | 0      | 0          | 4          | 1       | 8      | 1       | 1      | 0       | 39     | 3 |
| Manchester United | 2014–15       | Premier League | 22        | 0       | 2      | 0          | 0          | 0       | —      | —       | —      | —       | 24     | 0 |
| Manchester United | 2015–16       | Premier League | 10        | 0       | 0      | 0          | 1          | 0       | 2      | 0       | —      | —       | 13     | 0 |
| Manchester United | Total         | Total          | 104       | 2       | 7      | 0          | 6          | 1       | 22     | 2       | 2      | 0       | 141    | 5 |
| Total carieră     | Total carieră | Total carieră  | 139       | 2       | 8      | 0          | 10         | 1       | 22     | 2       | 2      | 0       | 181    | 5 |

1. ↑  Șase meciuri și un gol în UEFA Champions League, trei meciuri ăn UEFA Europa League
2. 1 2  Meci în FA Community Shield
3. 1 2 3  Meciuri în UEFA Champions League

### Internațional
| Anglia | Anglia  | Anglia |
| An     | Meciuri | Goluri |
| ------ | ------- | ------ |
| 2011   | 3       | 0      |
| 2012   | 2       | 0      |
| 2013   | 4       | 0      |
| 2014   | 4       | 0      |
| 2015   | 7       | 0      |
| 20     | 0       | 0      |

## Palmares

### Club
Manchester United
- Premier League (1): 2012–13
- FA Community Shield (2): 2011, 2013